# La tormenta (Christina Aguilera)
La tormenta è un EP della cantante statunitense Christina Aguilera, pubblicato il 30 maggio 2022. È il secondo capitolo di una trilogia di progetti in lingua spagnola.

## Antefatti
Dopo aver precedentemente annunciato l'intenzione di pubblicare un secondo album in lingua spagnola a 20 anni da Mi reflejo, nel 2021 Christina Aguilera ha chiarito l'intenzione di scomporre tale progetto in tre EP da pubblicare interamente nel corso del 2022. Dopo aver pubblicato il primo EP La fuerza nel gennaio 2022, nel maggio successivo l'artista ha annunciato l'imminente pubblicazione del secondo EP La tormenta. Contestualmente, ha annunciato anche la pubblicazione di Suéltame in collaborazione con Tini come singolo apripista e reso disponibile il pre-ordine dell'intero progetto.

## Tracce
1. Suéltame (feat. Tini) – 2:53 (Christina Aguilera, Andrés Torres, Federico Vindver, Mauricio Rengifo, Rafa Arcaute)
2. Brujería – 2:45 (Christina Aguilera, Federico Vindver, Gale, Miguel Andrés Martinez, Pablo Preciado, Rafa Arcaute, Salomón Villada Hoyos)
3. Traguito – 3:11 (Christina Aguilera, Andy Clay, Daniel Rondón, Federico Vindver, Kat Dahlia, Rafa Arcaute, Rafael Rodríguez)
4. Cuando me dé la gana – 3:26 (Christina Aguilera, Federico Vindver, Jorge Luis Chacín, Kat Dahlia, Rafa Arcaute, Yasmil Marrufo, Yoel Henríquez)
5. Te deseo lo mejor – 2:36 (Christina Aguilera, Elena Rose, Federico Vindver, Juan Diego Linares, Luis Barrera Jr., Rafa Arcaute, Édgar Barrera)